# Lubawa (gemeente)
De gemeente Lubawa is een landgemeente in het Poolse woiwodschap Ermland-Mazurië, in powiat Iławski.
De zetel van de gemeente is in Lubawa.
Op 30 juni 2004 telde de gemeente 10 386 inwoners.

## Oppervlakte gegevens
In 2002 bedroeg de totale oppervlakte van gemeente Lubawa 236,64 km², waarvan:
- agrarisch gebied: 78%
- bossen: 13%

De gemeente beslaat 17,09% van de totale oppervlakte van de powiat.

## Demografie
Stand op 30 juni 2004:
| Omschrijving                   | Totaal | Totaal | Vrouwen | Vrouwen | Mannen | Mannen |
| ------------------------------ | ------ | ------ | ------- | ------- | ------ | ------ |
| eenheid                        | aantal | %      | aantal  | %       | aantal | %      |
| inwoners                       | 10 386 | 100    | 5145    | 49,5    | 5241   | 50,5   |
| bevolkingsdichtheid (inw./km²) | 43,9   | 43,9   | 21,7    | 21,7    | 22,1   | 22,1   |

In 2002 bedroeg het gemiddelde inkomen per inwoner 1314,05 zł.

## Administratieve plaatsen (sołectwo)
Byszwałd, Czerlin, Fijewo, Gierłoż, Grabowo, Gutowo, Kazanice, Losy, Lubstyn, Lubstynek, Ludwichowo, Łążyn, Mortęgi, Omule, Pomierki, Prątnica, Raczek, Rakowice, Rożental, Rumienica, Sampława, Szczepankowo, Targowisko, Tuszewo, Wałdyki, Zielkowo, Złotowo.

## Aangrenzende gemeenten
Dąbrówno, Grodziczno, Iława, Lubawa, Nowe Miasto Lubawskie, Ostróda, Rybno